# Pohár CAF
Pohár CAF byla fotbalová soutěž od roku 1992 do 2003. V roce 2004 se pohár sloučil s Pohárem vítězů pohárů CAF do Konfederačního poháru CAF. Soutěž hrály obvykle 2. týmy národních lig africké konfederace CAF. Byla to obdoba evropského Poháru UEFA.

## Historie
Pohár vznikl roku 1992. Trofej byla pojmenována po Moshoodu Abiolovi. Natrvalo ji získal JS Kabylie, který vyhrál pohár 3×.
V roce 2004 se pohár sloučil s Pohárem vítězů pohárů CAF do Konfederačního poháru CAF.

## Nejúspěšnější týmy
| Klub                 | Vítěz | Finalista | Vítězství        | Finále     |
| -------------------- | ----- | --------- | ---------------- | ---------- |
| JS Kabylie           | 3     | 0         | 2000, 2001, 2002 | -          |
| Étoile du Sahel      | 2     | 2         | 1995, 1999       | 1996, 2001 |
| Shooting Stars       | 1     | 0         | 1992             | -          |
| Stella Club d'Adjamé | 1     | 0         | 1993             | -          |
| Bendel Insurance     | 1     | 0         | 1994             | -          |
| Kawkab Marrákeš      | 1     | 0         | 1996             | -          |
| Espérance Tunis      | 1     | 0         | 1997             | -          |
| CS Sfaxien           | 1     | 0         | 1998             | -          |
| Raja Casablanca      | 1     | 0         | 2003             | -          |